# المساعدة (فلم)
المساعدة (بالإنجليزية: The Help) فيلم دراما أمريكي، صدر عام 2011، من إخراج وتأليف تيت تايلور ومقتبس من رواية بنفس العنوان للروائية كاثرين ستوكيت. الفيلم من بطولة جيسيكا شاستاين، فيولا ديفيس، برايس دالاس هوارد، أليسون جاني، أوكتافيا سبنسر وإيما ستون. يسرد الفيلم قصة امرأة بيضاء شابة تدعى (يوجينيا «سكيتر» فيلان) تطمح لأن تصبح صحافية، ويركز على علاقتها بإثنين من الخادمات ذوات البشرة السوداء خلال فترة حركة الحقوق المدنية في سنة 1962. وفي محاولة منها لأن تصبح صحافية وكاتبة، تقرر سكيتر تأليف كتاب عن حياة الخادمات من وجهة نظرهم، وتفضح العنصرية التي يتعرضن لها عند العمل لدى عائلات البيض.

## وصلات خارجية
- مقالات تستعمل روابط فنية بلا صلة مع ويكي بيانات